# Lipotriches pennata
Lipotriches pennata är en biart som först beskrevs av Heinrich Friese 1924.  Lipotriches pennata ingår i släktet Lipotriches och familjen vägbin. Inga underarter finns listade i Catalogue of Life.